# FKバナト・ズレニャニン
フドバルスキ・クルブ・バナト・ズレニャニン（セルビア語: Фудбалски клуб Банат Зрењанин, セルビア・クロアチア語: Fudbalski klub Banat Zrenjanin）は、セルビアのヴォイヴォディナ・ズレニャニンをホームタウンとしていたサッカークラブである。

## 歴史
ズレニャニンのプロレテル（1947年創設）と、近郊の街バナツキ・ドヴォルのブドゥチノスト（1938年創設）の2クラブが合併して、2006年に誕生し2016年に解散した。前身のひとつのブドゥチノストは2003-04シーズンのセルビア・モンテネグロカップで準優勝、翌シーズンのUEFAカップ予選に出場した経験がある。

## 歴代監督
| 年        | 名前                               |
| --------- | ---------------------------------- |
| 2006-2007 | ニコラ・ラコイェヴィッチ           |
| 2007      | ペタル・クルチュビッチ             |
| 2007-2008 | ジャルコ・ソルド                   |
| 2008      | リュビンコ・ドルロヴィッチ         |
| 2008      | ヴラディミル・ステヴィッチ         |
| 2008      | サシャ・ニコリッチ                 |
| 2008-2009 | モムチロ・ライチェヴィッチ         |
| 2009      | ジャルコ・ソルド                   |
| 2009-2010 | スラヴェンコ・クゼリェヴィッチ     |
| 2011      | ミラン・ブディサヴリェヴィッチ     |
| 2011      | ダニロ・ビエリツァ                 |
| 2011      | ミラン・ブディサヴリェヴィッチ     |
| 2011-2012 | ラディヴォイェ・ドラシュコヴィッチ |
| 2012      | ミオドラグ・ラダノヴィッチ         |
| 2012      | ゾラン・ヤンコヴィッチ             |
| 2013      | ドラガン・ラツマノヴィッチ         |
| 2014-2016 | マルコ・グテシャ                   |

## 歴代所属選手
- ゾラン・トシッチ 2006-2007
- スルジャン・バリャク 2006-2007
- イゴル・マティッチ 2007-2008
- ゾラン・ウルモヴ 2007-2010
- アレクサンダル・チャヴリッチ 2011-2012
- オグニェン・オジェゴヴィッチ 2012
- フィリプ・ストイコヴィッチ 2012
- ステファン・トリプコヴィッチ 2013